# Stefan Moysa-Rosochacki (duchowny)

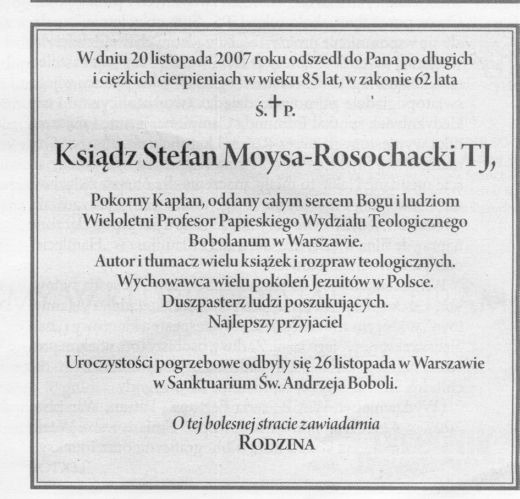
Nekrolog o. Stefana Moysy

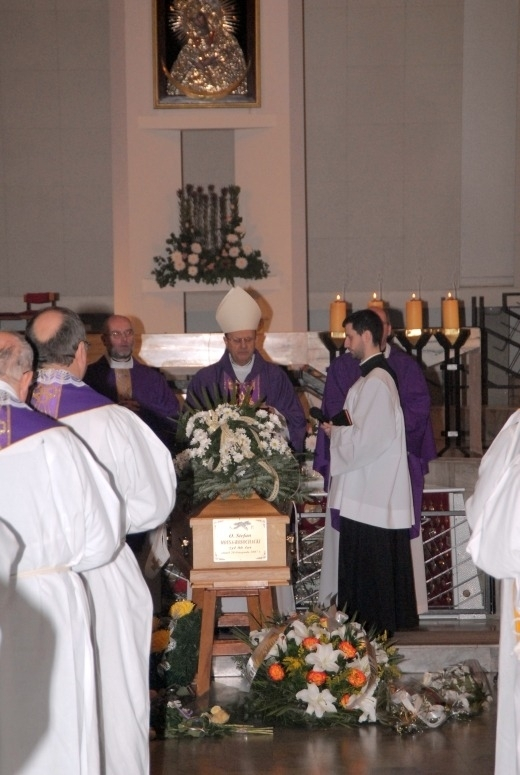
Uroczystości pogrzebowe w bazylice św. Andrzeja Boboli

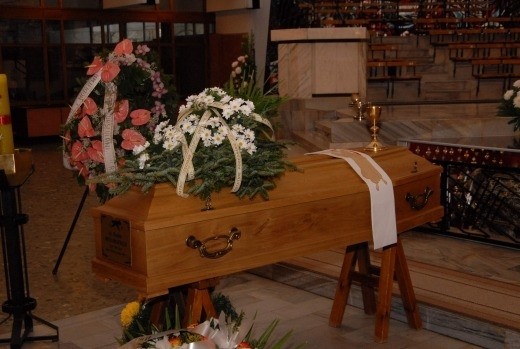
Uroczystości pogrzebowe o. Stefana w bazylice na Rakowieckiej

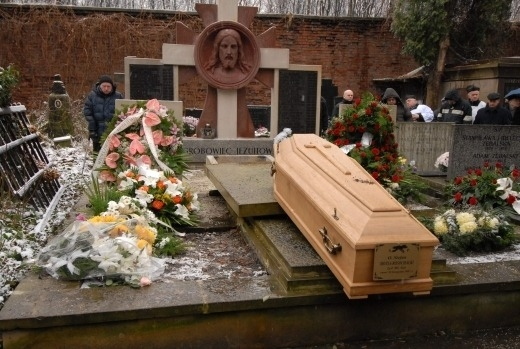
Uroczystości pogrzebowe na Powązkach

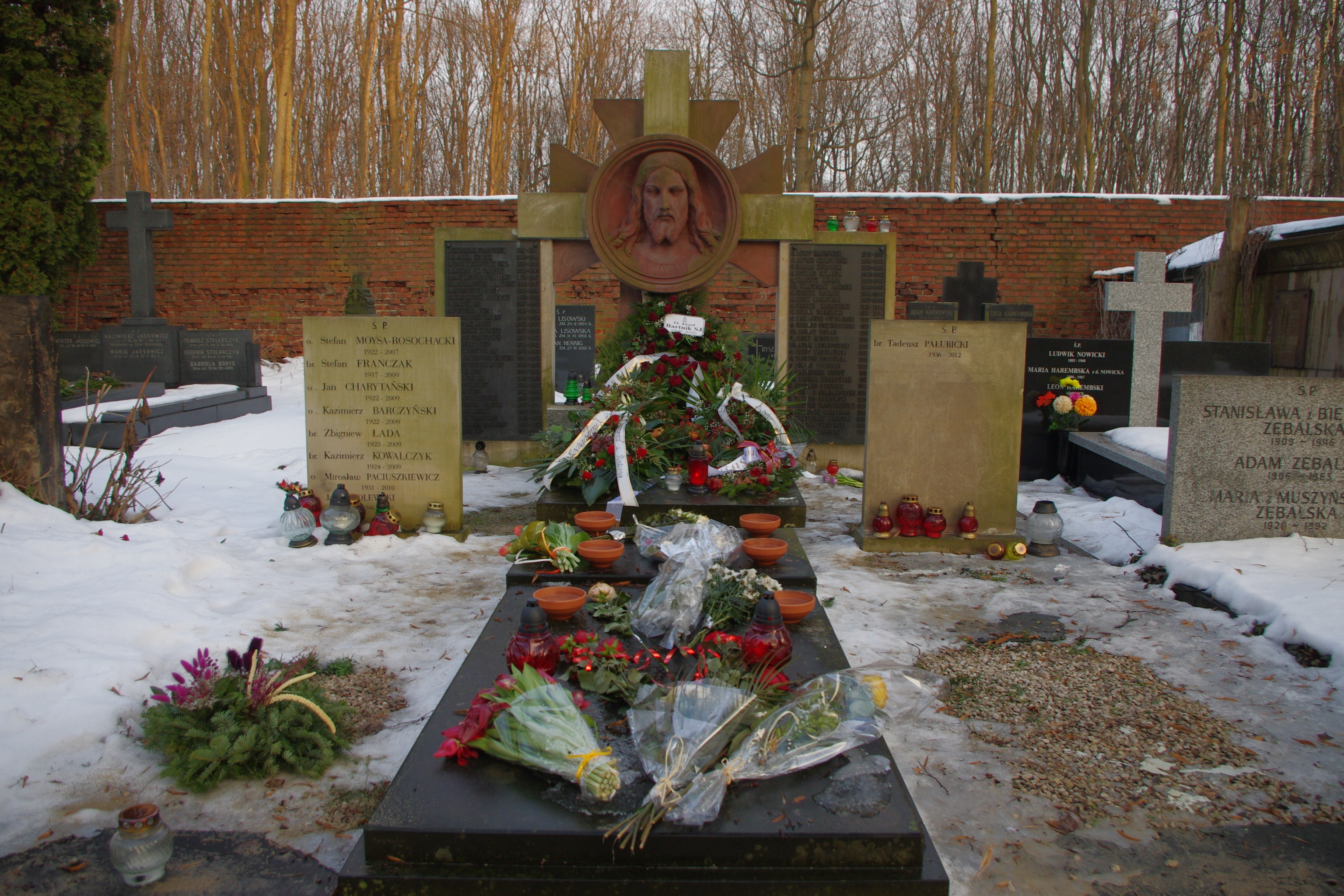
Grobowiec Zgromadzenia Jezuitów na cmentarzu Powązkowskim w Warszawie, pochowany jest w nim między innymi o. Stefan Moysa-Rosochacki

Stefan Moysa-Rosochacki (ur. 11 października 1922 w Rudnikach, zm. 20 listopada 2007 w Warszawie) – polski duchowny rzymskokatolicki, jezuita, autor i tłumacz rozpraw teologicznych, wykładowca i kierownik Katedry Teologii Systematycznej i Ekumenicznej Sekcji św. Andrzeja Boboli Bobolanum Papieskiego Wydziału Teologicznego w Warszawie.
Był synem Michała i Kingi z Trzecieskich. Był uczniem Gimnazjum oo. Jezuitów w Chyrowie w latach 1935–1939. W 1941 rozpoczął studia na wydziale chemii Technische Hochschule (Politechnika Lwowska), gdzie zaliczył dwa lata. Po wojnie w 1945 zdał eksternistycznie maturę. 1 października 1945 wstąpił do nowicjatu Towarzystwa Jezusowego w Starej Wsi. Po ukończeniu studiów filozoficznych i teologicznych w Krakowie i w Warszawie, 23 sierpnia 1953 roku przyjął święcenia kapłańskie. Następnie podjął studia specjalistyczne na Katolickim Uniwersytecie Lubelskim uwieńczone doktoratem przygotowanym pod kierunkiem ks. prof. Wincentego Granata.
Wraz ze Stanisławem Głową był współorganizatorem mszy francuskojęzycznych w sanktuarium św. Andrzeja Boboli na warszawskim Mokotowie.
Został pochowany w grobowcu Zgromadzenia Jezuitów na cmentarzu Powązkowskim (kwatera 216-1/2/5/6-37/38/38).

## Publikacje
- „Nadzieja zawieść nie może”(seria Bobolanum 1981 r.)
- „Słowo zbawienia” („Znak”, Kraków, 1974 r.)
- „Teraz zaś trwają te trzy” (Akademia Teologii Katolickiej, Warszawa, 1986 r.)